# Hydrogenimonas thermophila
Hydrogenimonas thermophila — вид протеобактерій, єдиний відомий вид у своїй родині. Вид був ізольований з гарячого глибоководного геотермального джерела в Індійському океані. Клітини являють собою рухливі палички, кожна з єдиним полярним джгутиком. Ріст відбувається за температурами від 35 до 65 °C (оптимум, 55 °C; час подвоєння 70 хв.) та кислотністю між pH 4,9 і 7,2 (оптимум, pH 5,9). Бактерія є від мікроаерофільного до анаеробного хемолітотрофа, здатного використовувати молекулярний водень як єдине джерело енергії та діоксид вуглецю як єдине джерело вуглецю. Молекулярний кисень, нітрат або елементарна сірка може служити акцептором електрона. Вміст GC геномної ДНК становить 34,6 моль %.